# برووکن باو (نبراسکا)
برووکن باو(به انگلیسی: Broken Bow) شهری در ایالت نبراسکا کشور ایالات متحده آمریکا است که جمعیت آن در سرشماری سال ۲۰۱۰ میلادی، ۳٬۵۵۹ نفر بوده‌است.